# Mollaveyis, Çamlıhemşin
Ülkü là một xã thuộc huyện Çamlıhemşin, tỉnh Rize, Thổ Nhĩ Kỳ. Dân số thời điểm năm 2010 là 75 người.